# Grandchamp-le-Château
Grandchamp-le-Château ist eine Ortschaft im französischen Département Calvados in der Normandie. Die bisher eigenständige Gemeinde ging mit Wirkung vom 1. Januar 2017 in der neu gebildeten Gemeinde Mézidon Vallée d’Auge, einer Commune nouvelle, auf. Seither ist sie eine Commune deleguée. Die Nachbarorte sind Le Mesnil-Mauger im Westen, Lécaude im Norden, Le Mesnil-Simon im Osten und Saint-Julien-le-Faucon und Les Authieux-Papion im Süden.

## Bevölkerungsentwicklung
| Jahr      | 1962 | 1968 | 1975 | 1982 | 1990 | 1999 | 2005 | 2014 |
| --------- | ---- | ---- | ---- | ---- | ---- | ---- | ---- | ---- |
| Einwohner | 119  | 108  | 101  | 88   | 79   | 69   | 58   | 69   |

## Sehenswürdigkeiten
- Schloss von Grandchamp, Monument historique; der Gemeindenamens-Zusatz „-le-Château“ wurde 1949 hinzugefügt
- Kirche Saint-André

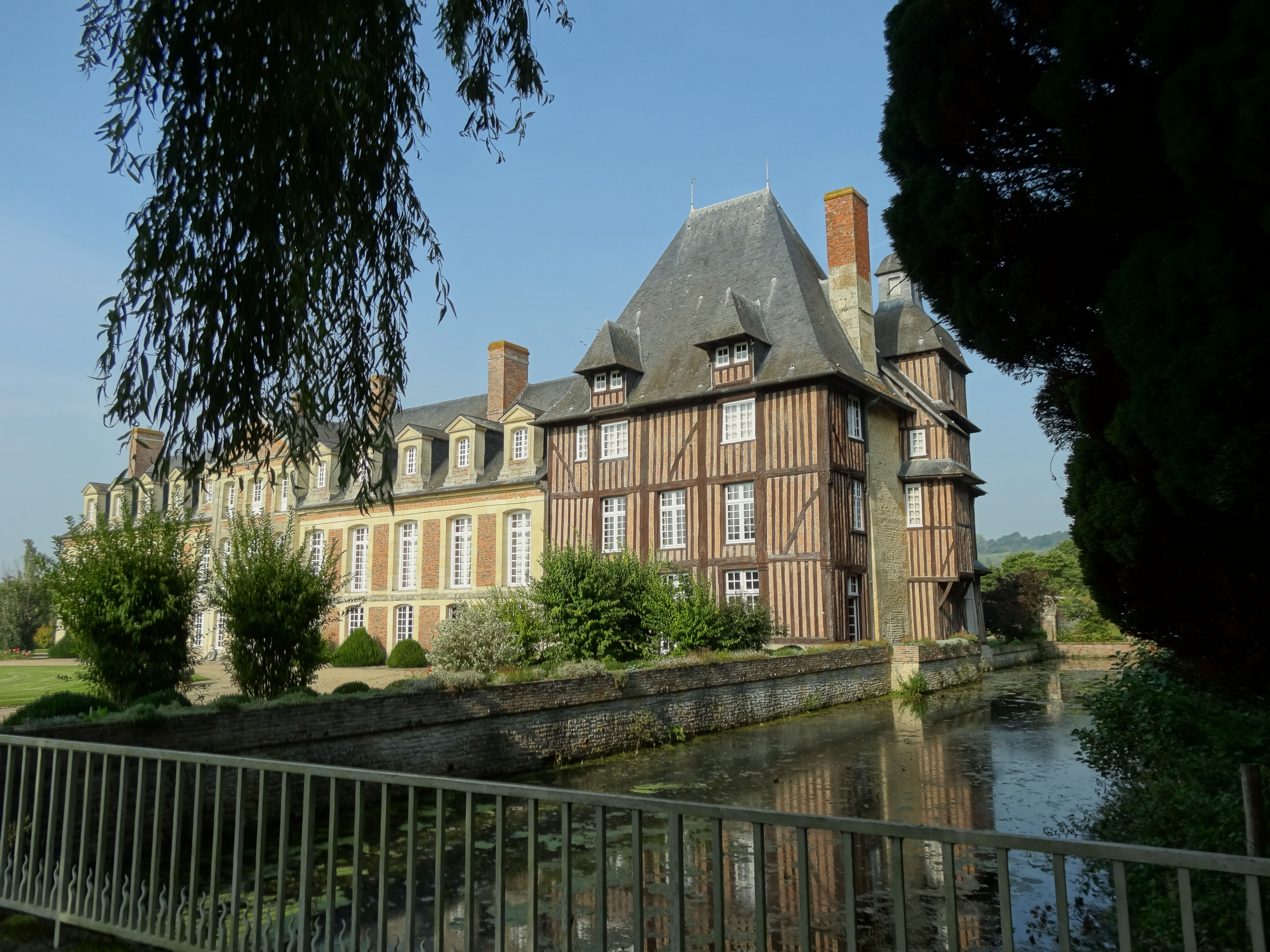
Das Schloss von Grandchamp-le-Château
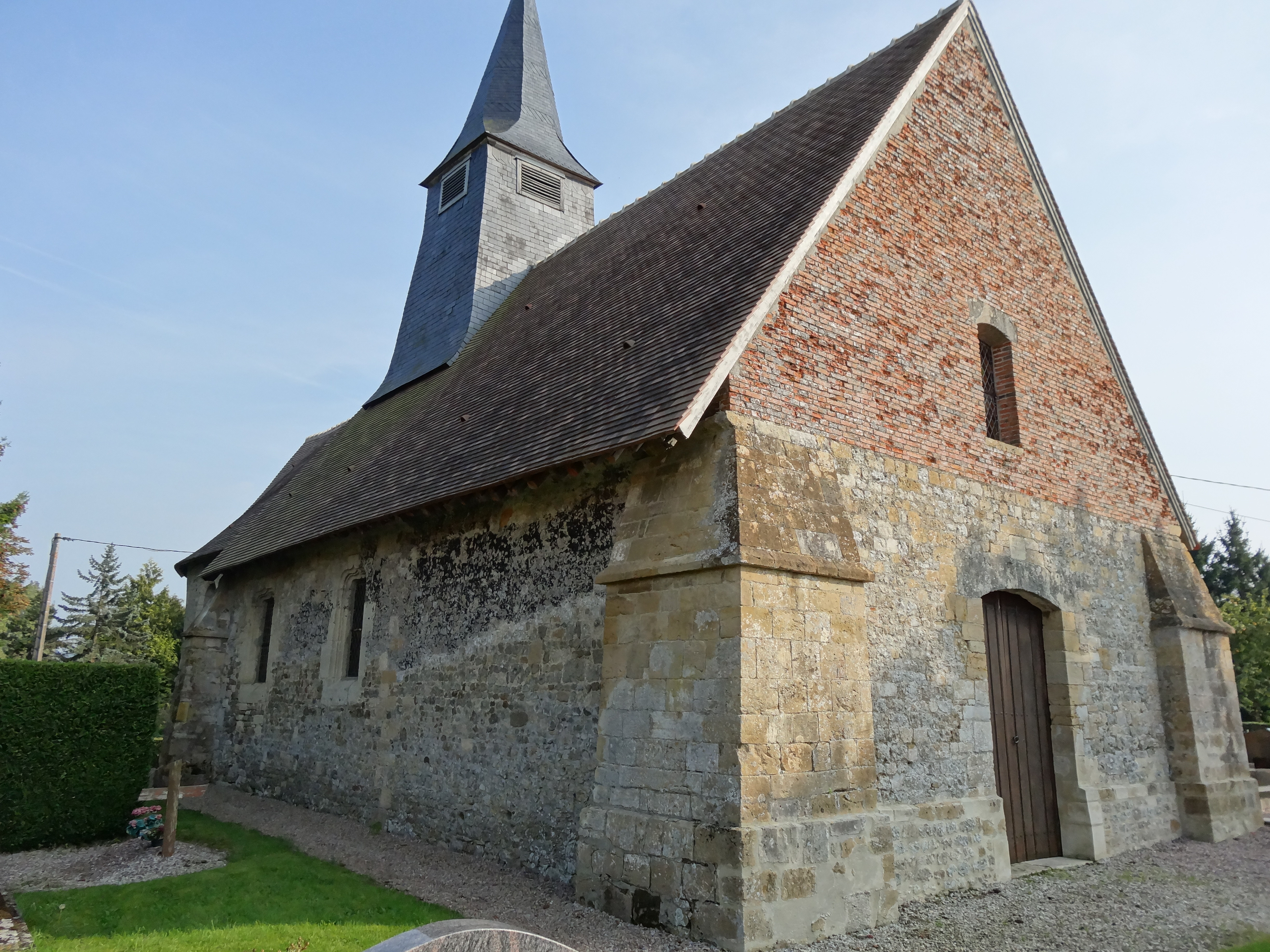
Kirche Saint-André
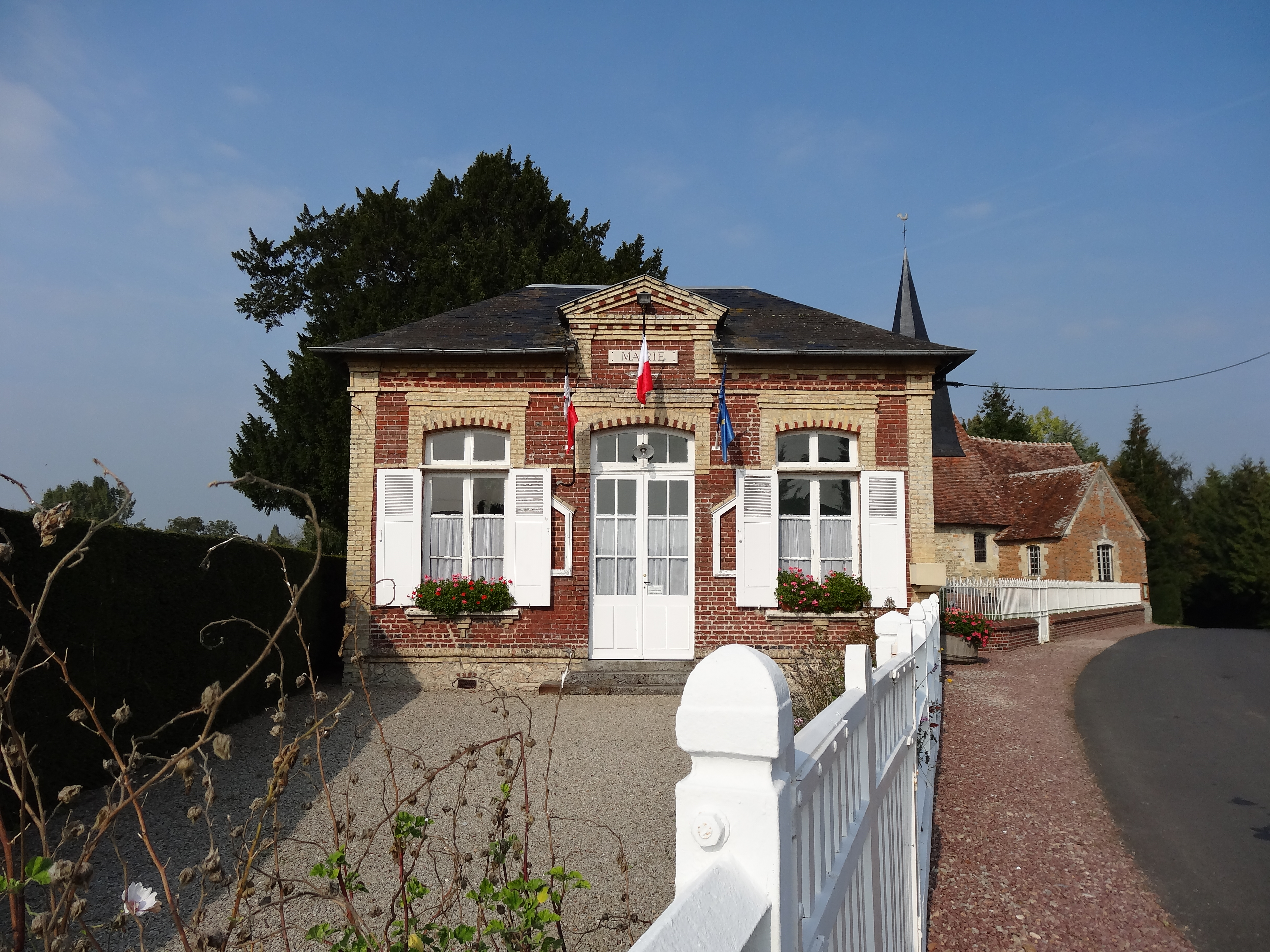
Ehemalige Mairie